# Freaking Me Out
«Freaking Me Out» es una canción de la cantante estadounidense Ava Max, lanzada como un sencillo promocional el 31 de julio de 2019 a través de Atlantic Records. La canción fue escrita por Max, Jon Bellion, Jonathan Simpson, Mark Williams, Raul Cubina, Seth Reger y su productor Cirkut. Es una canción pop, con letras que describen la sensación de perder los sentidos durante una nueva relación. Un video musical adjunto fue lanzado el 31 de octubre de 2019 y dirigido por Edgar Daniel. Representa a Max atrapada dentro de una mansión, que está llena de objetos y escenas de terror.

## Antecedentes y lanzamiento
«Freaking Me Out» fue lanzado el 31 de julio de 2019, él cual fue acompañado de un video con su respectiva letra. La canción fue escrita por Max, Jon Bellion, Jonathan Simpson, Mark Williams, Raul Cubina, Seth Reger y el productor Cirkut. Max interpretó la canción por primera vez en la serie de Entertainment Weekly «In the Basement» en agosto de 2019.

## Composición
Brittany Spanos de Rolling Stone describió «Freaking Me Out» como un adelanto de balada inicial con una introducción de guitarra, que se convierte en una «canción pop de tempo medio" durante el coro mientras Max canta la letra: «Me estoy enamorando de ti / Tanto es así / Que me está volviendo loca». La letra de la canción utiliza tropos de horror para representar la ansiedad de enamorarse, mientras Max canta el coro sobre una producción pop «vibrante». Ella usa «voces gruñonas» mientras que la letra describe la sensación de perder los sentidos durante una nueva relación.

## Video musical
El 31 de octubre de 2019, exactamente tres meses después del lanzamiento de la canción, Max lanzó un video musical para la canción como un especial de Noche de Brujas. Dirigido por Edgar Daniel, el video recuenta literalmente la letra de la canción con imágenes góticas y glamorosas. El video comienza con Max observando las olas del océano. Después, empieza a recorrer los pasillos de una mansión embrujada con una linterna en la mano. Mientras está dentro de una mansión, un hombre la encadena en el sótano, lo que sirve como metáfora para describir los sentimientos desconocidos y aterradores de Max en una relación. Madeline Roth de MTV News señaló que si bien el video musical contenía escenas de miedo como una mazmorra, una mecedora y un baterista, también incluía varios momentos románticos que reconocían que es una canción de amor.

## Créditos y personal
Créditos adaptados de los metadatos de Apple Music.
- Amanda Ava Koci – voz, composición
- Henry Walter – producción, composición
- Jon Bellion – composición
- Jonathan Simpson – composición
- Mark Williams – composición
- Raul Cubina – composición
- Seth Reger – composición

## Posiciones en listas
| Listas (2019)                    | Mejor posición |
| -------------------------------- | -------------- |
| Nueva Zelanda (RMNZ Hot Singles) | 29             |